# Dyckia affinis
Dyckia affinis là một loài thực vật có hoa thuộc họ Dứa. Loài này được Baker mô tả khoa học đầu tiên năm 1889.